# 六ノ里村
六ノ里村（ろくのりむら）はかつて岐阜県郡上郡に存在した村である。
現在の郡上市白鳥町六ノ里に該当し、長良川支流の牛道川上流部である。
村の名は、この地域の6つの村が合併したことによる。

## 歴史
- 1875年（明治8年） - 橋詰村、栃洞村、畑ケ谷村、折村、藤林村、高久村が合併し、六ノ里村となる。
- 1889年（明治22年）7月1日 - 町村制により、六ノ里村発足。
- 1897年（明治30年）4月1日 - 野添村、西多村、陰地村、那留村と合併し、牛道村発足。同日六ノ里村廃止。